# ハイチ海軍艦艇一覧
ハイチ海軍艦艇一覧は、ハイチ共和国海軍が過去保有した、または現在保有する、または将来保有する予定の、未完成・計画中止を含めた歴代艦艇一覧である。
凡例

## 艦艇一覧（近代海軍以前）

### コルベット
機走
- エテル（Ethel）[1] - 1883年、5門

### 砲艦
- 22デセンブレ1804（22 Décebre 1804） - 1860年、??門
- 1804（1804） - 1875年、??門
- セント・マイケル（St. Michael） - 1875年、??門
- トゥーサン・ルーヴェルチュール（Toussaint Louverture） - 1886年、??門

- カポワ・ラ・モール級 - 2隻

カポワ・ラ・モール（Capois La Mort） - 1893年
アレクサンドル・ペション（Alexander Petion） - 1893年
- クレタ=ピエロ（Crête-à-Pierrot） - 1895年、6門

## 艦艇一覧（近代海軍）

### 水上戦闘艦

#### 巡洋艦
防護巡洋艦
- フェリエ（Ferrier）[2] - 1隻

### 哨戒艦艇

#### 哨戒・警備艦艇
砲艦
- ラ・リベルテ（La Liberte）[3] - 1隻

### 補助艦艇

#### その他
ヨット
- 旧・米『ノール・アレクシス（Nord Alexis）』 - 1隻
- プレジダン・アントワン・シモン（Président Antoine Simon） - 1隻